# Hugh Trevor-Roper
Hugh Redwald Trevor-Roper, baron Dacre av Glanton, född 15 januari 1914 i Glanton, Northumberland, död 26 januari 2003 i Oxford, Oxfordshire, var en framstående brittisk historiker, professor vid universitetet i Oxford, som specialiserade sig på tidig modern brittisk och Nazitysklands historia.
Hugh Trevor-Roper omkullkastade och kritiserade flera av samtidens rön i historia, dels i fråga om fakta, dels den historiografiska metoden. Han blev framför allt känd för sin förklaring om vad andra världskriget berodde på, och sin analys av Adolf Hitlers bevekelsegrunder.
Han adlades (life peer) 1979, och valde titeln Baron Dacre of Glanton. Hans hustru var Lady Alexandra Henrietta Louisa Howard-Johnston, och hans bror Patrick Trevor-Roper.
På svenska har Hitlers sista dagar utkommit (1947).